# Васіле Ністор
Васіле Ністор (рум. Vasile Nistor; 9 червня 1967) — румунський боксер, призер чемпіонатів світу, чемпіон Європи.

## Спортивна кар'єра
На чемпіонаті Європи 1991 Васіле Ністор став чемпіоном. В півфіналі він переміг Марко Рудольфа (Німеччина) — RSC 1, а у фіналі — Айрата Хаматова (СРСР) — 24-2.
На чемпіонаті світу 1991 Ністор виграв бронзову медаль. У чвертьфіналі він був сильнішим за Намжілина Баярсайхана (Монголія) — 34-8, а в півфіналі програв Марко Рудольфу — 4-18.
На Олімпійських іграх 1992 Васіле Ністор програв в першому бою Марко Рудольфу (Німеччина) — 5-10.
На чемпіонаті світу 1993 Ністор вдруге отримав бронзову медаль. В чвертьфіналі він переміг Хосіна Солтані (Алжир) — KO 2, а в півфіналі програв Ларрі Ніколсону (США) — 2-14.
На чемпіонаті Європи 1993 програв в 1/8 фіналу Вахдеттіну Ішсеверу (Туреччина).